# The Roop
The Roop è un gruppo musicale lituano composto dal cantante e tastierista Vaidotas Valiukevičius, dal batterista Robertas Baranauskas e dal chitarrista Mantas Banišauskas.
Avrebbero dovuto rappresentare la Lituania all'Eurovision Song Contest 2020 con il brano On Fire, poi cancellato a causa della pandemia di COVID-19. In seguito alla vittoria a Pabandom iš naujo! sono stati riconfermati come rappresentanti nazionali all'edizione del 2021 con il brano Discoteque.

## Storia del gruppo
Il gruppo si è formato a Vilnius a novembre 2014. I tre componenti erano già attivi nell'ambito musicale, e il cantante Vaidotas Valiukevičius aveva già lavorato come attore e come presentatore televisivo. Il loro album di debutto To Whom It May Concern è uscito nel 2015 su etichetta discografica DK Records.
Nel 2017 hanno partecipato alla selezione lituana per l'Eurovision Song Contest presentando il brano Yes, I Do e piazzandosi terzi. Hanno ritentato la selezione nazionale due anni dopo proponendo On Fire. Prima della finale il brano ha raggiunto la top ten della classifica lituana dei singoli. Nella serata finale, che è stata trasmessa dal vivo il 15 febbraio 2020, sono risultati i chiari vincitori sia per le giurie che per il televoto: hanno infatti ottenuto più del triplo dei voti rispetto alla seconda classificata dal pubblico. Grazie alla loro vittoria alla selezione, sono diventati di diritto i rappresentanti lituani all'Eurovision Song Contest 2020 a Rotterdam, nei Paesi Bassi. Tuttavia, il 18 marzo 2020 l'evento è stato cancellato a causa della pandemia di COVID-19. Il brano ha raggiunto la prima posizione della classifica lituana nella settimana successiva alla vittoria.
Nel gennaio successivo The Roop sono stati confermati fra i partecipanti a Pabandom iš naujo! 2021 con il loro nuovo inedito Discoteque, numero uno nella Singlų Top 100. Avendo vinto l'edizione precedente, l'emittente LRT ha offerto al gruppo l'accesso diretto alla finale. Nella serata finale, trasmessa il 6 febbraio 2021, sono risultati nuovamente i vincitori sia per le giurie che per il televoto: ottenendo un netto margine di più di 68 000 televoti rispetto al secondo classificato nonché il punteggio massimo da tutti e sette i giurati, sono diventati per la seconda volta consecutiva i rappresentanti lituani all'Eurovision Song Contest 2021 a Rotterdam, nei Paesi Bassi. Nel maggio successivo, dopo essersi qualificati dalla prima semifinale, The Roop si sono esibiti nella finale eurovisiva, dove si sono piazzati all'8º posto su 26 partecipanti con 220 punti totalizzati, regalando alla Lituania il suo miglior risultato dall'edizione del 2006.

## Formazione
- Vaidotas Valiukevičius – voce, tastiere
- Robertas Baranauskas – batteria
- Mantas Banišauskas – chitarra

## Discografia

### Album in studio
- 2015 – To Whom It May Concern
- 2017 – Ghosts
- 2022 – Concrete Flower
- 2025 – Momentum

### EP
- 2018 – Yes, I Do

### Singoli
- 2016 – Hello
- 2017 – Dream On
- 2017 – Keista draugystė
- 2018 – Yes, I Do
- 2019 – Silly Me
- 2019 – Dance with Your Hands
- 2020 – On Fire
- 2021 – Discoteque
- 2021 – Ohmygodable
- 2022 – Love Is All We Got
- 2022 – Let's Get Naked
- 2023 – Šiluma
- 2023 – Pavasaris
- 2024 – Simple Joy
- 2025 – Steal Me
- 2025 – Chica chico

## Riconoscimenti
- Muzikos asociacijos metų apdovanojimai
  - 2020 – Svolta dell'anno[11]
  - 2020 – Gruppo dell'anno[11]
  - 2020 – Interprete/gruppo pop dell'anno[11]
  - 2020 – Canzone dell'anno per On Fire[11]
  - 2020 – Candidatura al video musicale dell'anno per On Fire[11]
  - 2021 – Gruppo dell'anno[12]
  - 2021 – Interprete/gruppo pop dell'anno[12]
  - 2021 – Candidatura alla canzone dell'anno per Discoteque[13]
  - 2021 – Video musicale dell'anno per Discoteque[12]